# Alois Monti

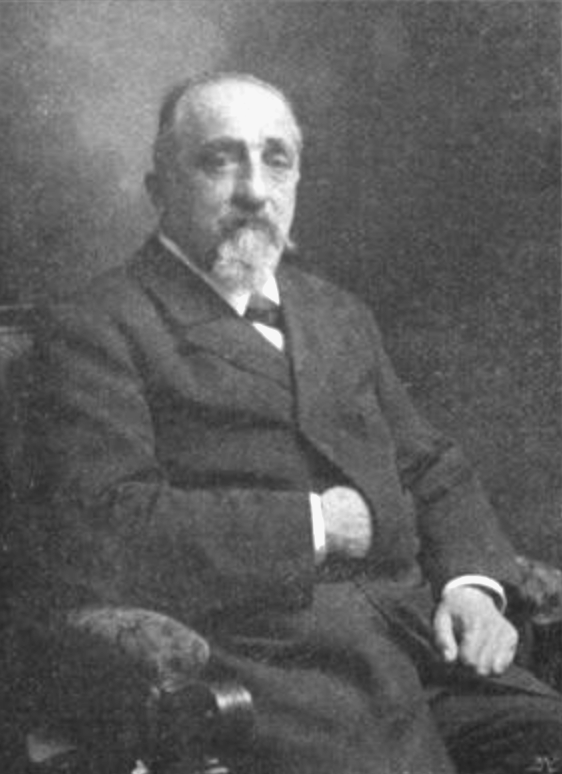
Alois Monti, 1906

Alois Monti (* 13. Oktober 1839 in Abbiategrasso (Lombardei); † 30. Oktober 1909 in Wien) war ein italienisch-österreichischer Kinderarzt, Universitätsprofessor und Direktor der Allgemeinen Poliklinik Wien.

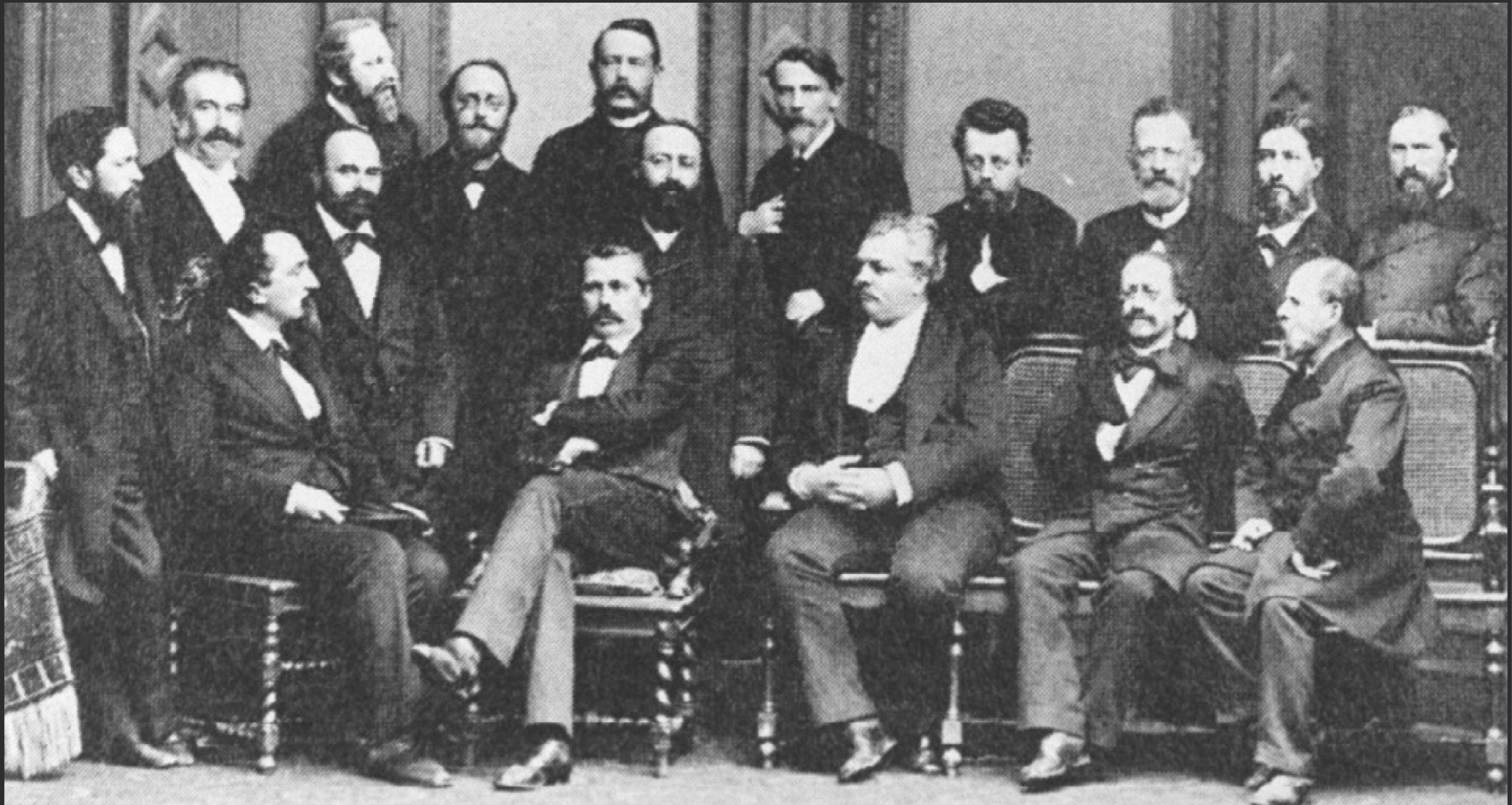
Die Abteilungsvorstände der Allgemeinen Poliklinik in Wien um 1885.
Von links, sitzend:
Alois Monti, Johann Schnitzler, Robert Ultzmann, Jakob Hock, Samuel Siegfried Karl von Basch;
von links stehend:
August Leopold von Reuss, Emil Stoffella, Wilhelm Winternitz, Leopold Oser, Anton von Frisch, Hans von Hebra, Ludwig Fürth, Moriz Benedikt, Viktor Urbantschitsch, Max Herz, Anton Wölfler, Ludwig Bandl

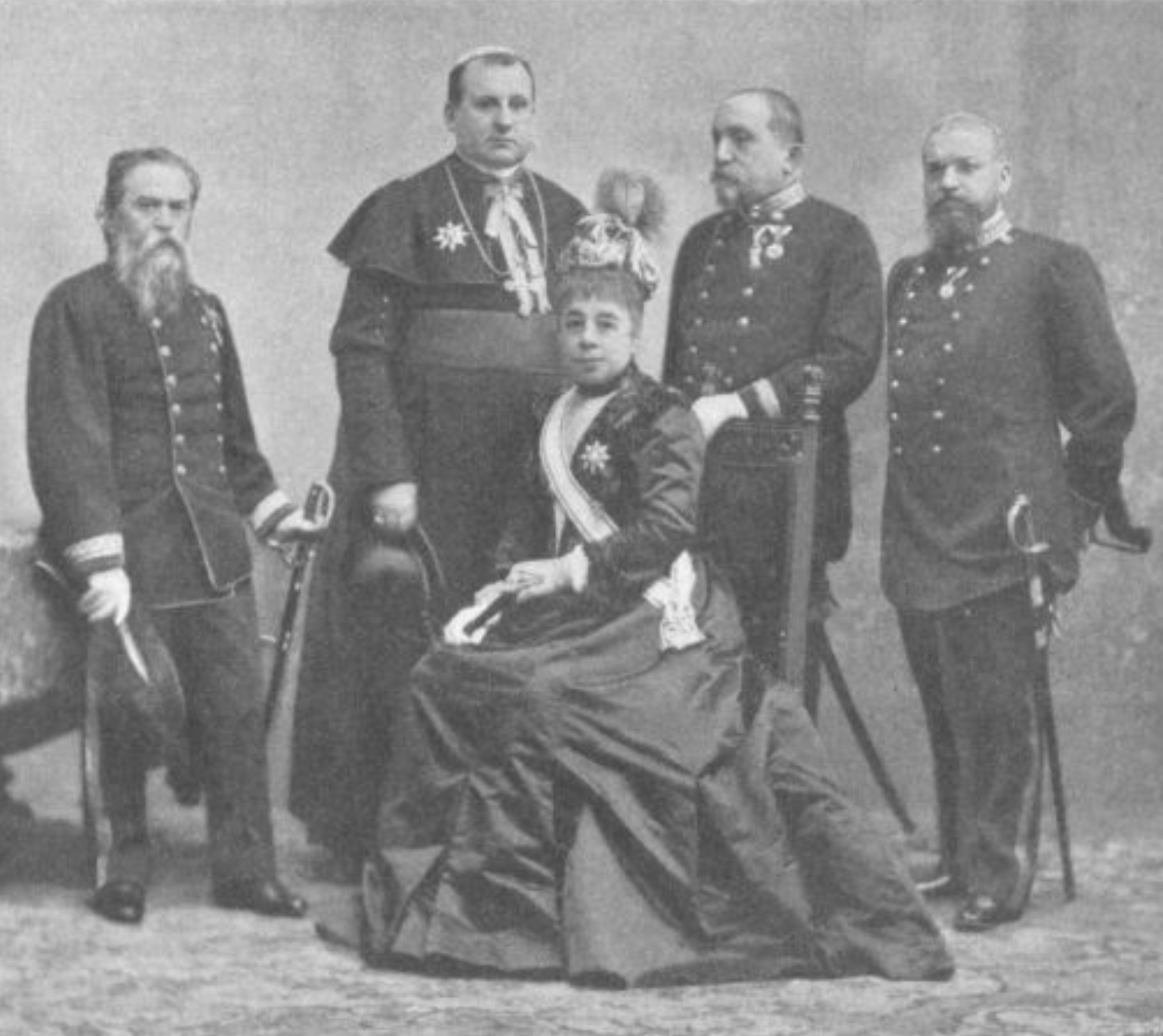
Die leitenden Persönlichkeiten der Poliklinik Wien, 1902.
(v. li n. r.:) August Leopold von Reuss, Weihbischof Godfried Marschall, Fürstin Pauline von Metternich, Alois Monti (in der Uniform eines Oberstabsarztes 2. Klasse), Julius Mauthner

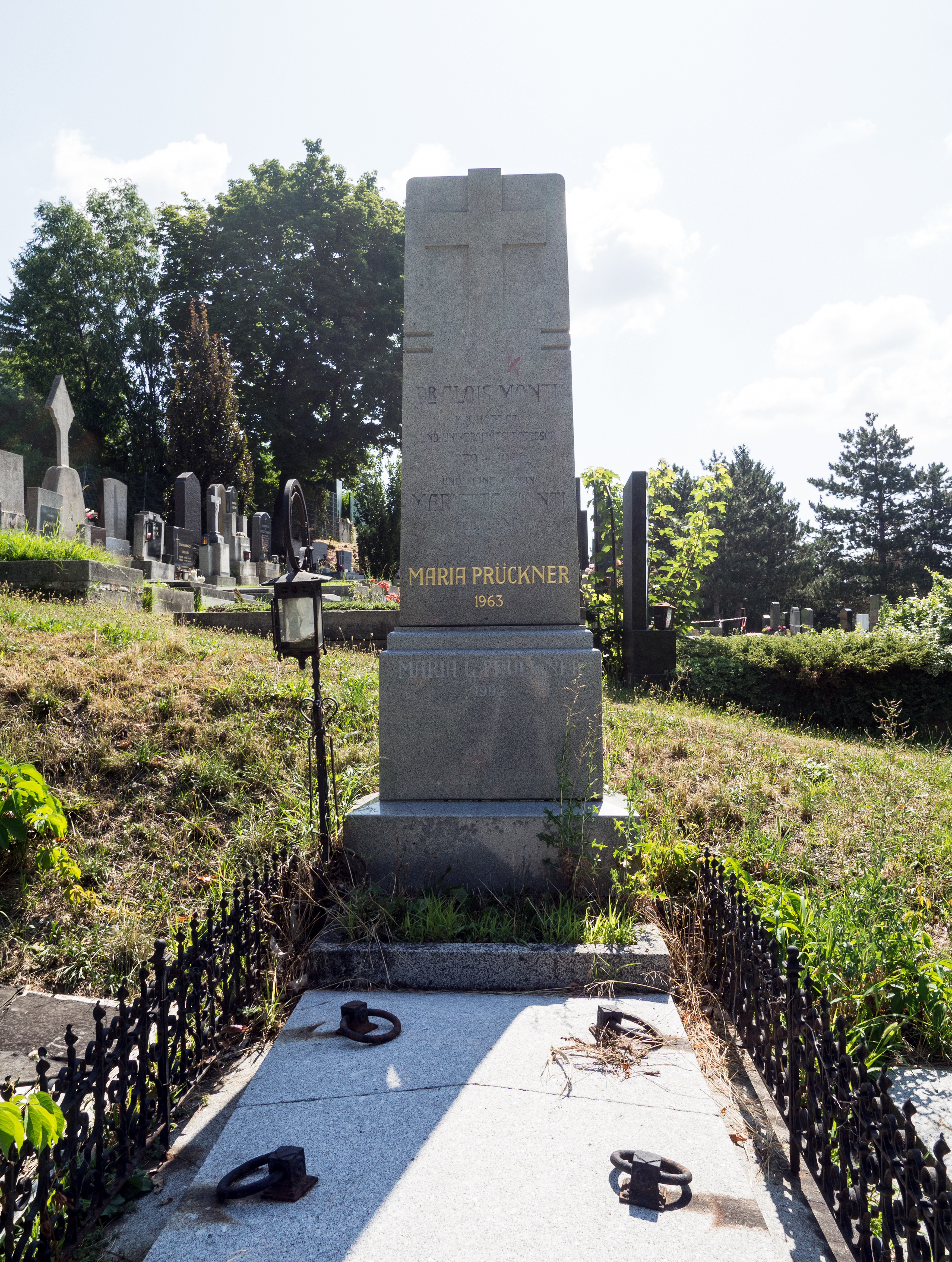
Familiengrab von Alois Monti, seiner Frau und der Tochter

## Leben
Alois Monti war der Sohn eines hohen italienischen Richters. Die Familie kam durch die Berufung seines Vaters an den Obersten Gerichtshof in Wien in diese Stadt. Er erhielt seine medizinische Ausbildung in Wien, wo er 1862 zum Dr. der Medizin und 1863 zum Dr. der Chirurgie promoviert wurde. Gleichzeitig absolvierte er ein Chemiestudium, das er mit dem Dr. phil. 1863 abschloss. Nachdem er sich unter Franz Mayr in der Kinderheilkunde fortgebildet hatte, wurde er Assistent Hermann von Widerhofers (1832–1901) am St. Anna Kinderspital in Wien und leitete diese Anstalt mehrfach in Vertretung seines Chefs. Er war mit Marietta, geborene Lem, verheiratet und hatte eine Tochter, Maria, „Mizzi“ genannt. Im Jahre 1870 habilitierte er sich als Privatdozent für Kinderheilkunde. 1887 wurde er zum außerordentlichen Professor ernannt. Zeitgleich erfolgte die Ernennung zum Direktor des Vereins zur Errichtung und Förderung von Seehospizen und Asylen für Kranke. Seit 1893 war er Direktor der Wiener Allgemeinen Poliklinik. Dort bildete er zahlreiche Kinderärzte aus und fügte der Ambulanz eine stationäre Abteilung hinzu. Er verstarb, nachdem er lange Zeit an den Folgen eines Schlaganfalls gelitten hatte. Zahlreiche Prominente nahmen an den Trauerfeierlichkeiten teil, so Mitglieder des Kaiserhauses, die Vertreter der medizinischen Wissenschaften, der höchsten Aristokratie, der Stadtvertretung, der Spitzen der Behörden und die Mitarbeiter der verwaisten Poliklinik. Sein Grab befindet sich im Dornbacher Friedhof im 17. Wiener Gemeindebezirk Hernals.

## Wissenschaftliche Leistungen
Monti war maßgeblich an der Gründung von Hospizen für skrofulöse und rachitische Kinder beteiligt. Seit etwa 20 Jahren war er Direktor des Wiener Vereins, der das Maria-Theresia-Seehospiz zu San Pelagio (bei Rovigno) und das Kaiser Franz Joseph-Kinderhospiz zu Salzbach (bei Bad Ischl) errichtet hat. Seine zahlreichen wissenschaftlichen Arbeiten behandeln fast alle krankhaften Störungen während des Kindesalters. Die Einführung der zunächst umstrittenen Diphtherieserumbehandlung in Österreich ist zum Großteil seiner Initiative zu verdanken.
1877 gründete er mit Adolf Aron Baginsky (1843–1918) die „Centralzeitung für Kinderheilkunde“, die später als „Archiv für Kinderheilkunde“ bzw. seit 1972 als „Zeitschrift für Klinische Pädiatrie“ erschien. Seit 1897 gab er in zwanglosen Heften die „Kinderheilkunde in Einzeldarstellungen“ heraus.

## Mitgliedschaften
- Mitglied der Kaiserlichen leopoldinisch-carolinischen deutschen Akademie der Naturforscher[5]
- Mitglied der Akademie der Wissenschaften, Rio de Janeiro
- Mitglied der Société des Sciences, Brüssel.

## Ehrungen
- 1908 Hofrat
- 30. Juni 1910 Benennung eines Krankenpavillons des Kinderhospizes in San Pelagio in Monti-Pavillon
- 12. Jänner 1966 Benennung der Montigasse in Dornbach (Hernals im 17. Wiener Bezirk)[6]
- Ritter des Ordens der Eisernen Krone dritter Klasse
- Ritter des italienischen Kronen-Ordens
- Kommandeur des königlich-serbischen Takovo-Ordens.[7]

## Veröffentlichungen (Auswahl)
- Vergiftung durch Carbolsäure nach äusserer Anwendung derselben bei einem 6 Wochen alten Kinde: Heilung, 1882
- Ueber Croup und Diphtheritis im Kindesalter, Wien und Leipzig 1884
- mit Emil Berggrün: Die chronische Anämie im Kindesalter, Leipzig, Vogel, 1892
- Kinderheilkunde in Einzeldarstellungen. Vorträge gehalten an der Allgemeinen Poliklinik, Berlin, Urban & Schwarzenberg, 1899.
- Erkrankungen der Cirkulationsorgane: Anh.: Basedow’sche Krankheit, Band 7 von Klinik, Wiener. Urban & Schwarzenberg, 1902
- Praktische Anleitung zur Anwendung der Serumtherapie in der Kinderheilkunde.
- Die acuten Exantheme: Masern, Rötheln, Scharlach, Blattern, Vaccine, Varicellen
- Cholera epidemica, Dysenterie, Meningitis cerebrospinalis epidemica
- Die wichtigsten Hauterkrankungen im Kindesalter
- Erkrankungen der Harn- und Geschlechtsorgane bei Kindern I.
- Erkrankungen der Respirationsorgane der Thyreoidea und der Thymus
- Erkrankungen des Rückenmarks, seiner Häute und die functionellen Störungen des Nervensístems
- Heilstätten für scrophulöse Kinder ; Feriencolonien in Oesterreich
- Keuchhusten, Influenza, Mumps, typhöse Erkrankungen
- Beiträge zu Albert Eulenburgs Real-Encyclopädie der gesammten Heilkunde. Erste Auflage.
  - Band 7 (1881) (Digitalisat), S. 361–374: Keuchhusten
  - Band 8 (1881) (Digitalisat), S. 592–606 (zusammen mit C. Banze): Masern
  - Band 11 (1882) (Digitalisat), S. 307–328: Rachitis
  - Band 12 (1882) (Digitalisat), S. 411–423: Scrophulose; S. 584–595: Spasmus glottidis